# Mathys Bats
Pour les articles homonymes, voir Bats.
Pas d'image ? Cliquez ici

a Compétitions nationales et continentales officielles uniquement.

Dernière mise à jour le 24 février 2025.
Mathys Bats, né le 18 mars 2003, est un joueur français de rugby à XV jouant au poste de pilier droit avec le Stade montois.

## Biographie

### Jeunesse et formation
Mathys Bats naît le 18 mars 2003 et grandit à Montfort-en-Chalosse dans les Landes. Il commence la pratique du rugby à XV à l'Association sportive montfortoise, avant de rejoindre le centre de formation du Stade montois, en 2018. 

### Carrière professionnelle
Lors de la saison 2023-2024, Mathys Bats est intégré au groupe professionnel, en raison des absences de Gheorghe Gajion et d'Anthony Alvès, sélectionnés avec la Roumanie et le Portugal pour disputer la Coupe du monde en France. Il fait ses débuts avec l'équipe première du Stade montois, entrant en jeu pour la première fois au stade André-et-Guy-Boniface contre le FC Grenoble, à l'occasion d'une défaite des siens lors de la première journée de la saison. Mathys Bats porte le maillot montois à treize reprises pour deux titularisations lors de cette première saison.
Lors de la saison suivante, Bats dispute quatre rencontres en tant que remplaçant.